# La barca blu
La barca blu è un dipinto a olio su tela (109x129 cm) realizzato nel 1887 dal pittore francese Claude Monet.
L'opera appartiene alla Collezione Thyssen ed è esposta al Museo Thyssen-Bornemisza a Madrid.
Sono raffigurate Alice e Suzanne Hoschedé mentre sono in barca sul fiume Epte a Giverny.